# Nectandra ramonensis
Nectandra ramonensis là một loài thực vật thuộc họ Lauraceae. Loài này có ở Costa Rica và Panama. 